# Superhero
Superhero is de tweede single van het album De wereld rond van de meidengroep K3. De single kwam uit op 29 september 2004.
De hoogste positie in Nederland in de Single Top 100 was plaats nummer 21 en stond 11 weken in de Single Top 100. De hoogste positie in België in de Ultratop 50 was plaats nummer 16 en stond 8 weken in de Ultratop 50.

## Tracklist
1. Superhero (3:31)
2. Superhero (Instrumentaal) (3:31)

## Hitnotering
Nederlandse Single Top 100
| Superhero in de Single Top 100 - binnen: 02-10-2004/Laatste Notering 11-12-2004 | Superhero in de Single Top 100 - binnen: 02-10-2004/Laatste Notering 11-12-2004 | Superhero in de Single Top 100 - binnen: 02-10-2004/Laatste Notering 11-12-2004 | Superhero in de Single Top 100 - binnen: 02-10-2004/Laatste Notering 11-12-2004 | Superhero in de Single Top 100 - binnen: 02-10-2004/Laatste Notering 11-12-2004 | Superhero in de Single Top 100 - binnen: 02-10-2004/Laatste Notering 11-12-2004 | Superhero in de Single Top 100 - binnen: 02-10-2004/Laatste Notering 11-12-2004 | Superhero in de Single Top 100 - binnen: 02-10-2004/Laatste Notering 11-12-2004 | Superhero in de Single Top 100 - binnen: 02-10-2004/Laatste Notering 11-12-2004 | Superhero in de Single Top 100 - binnen: 02-10-2004/Laatste Notering 11-12-2004 | Superhero in de Single Top 100 - binnen: 02-10-2004/Laatste Notering 11-12-2004 | Superhero in de Single Top 100 - binnen: 02-10-2004/Laatste Notering 11-12-2004 | Superhero in de Single Top 100 - binnen: 02-10-2004/Laatste Notering 11-12-2004 |
| Week                                                                            | 1                                                                               | 2                                                                               | 3                                                                               | 4                                                                               | 5                                                                               | 6                                                                               | 7                                                                               | 8                                                                               | 9                                                                               | 10                                                                              | 11                                                                              |                                                                                 |
| ------------------------------------------------------------------------------- | ------------------------------------------------------------------------------- | ------------------------------------------------------------------------------- | ------------------------------------------------------------------------------- | ------------------------------------------------------------------------------- | ------------------------------------------------------------------------------- | ------------------------------------------------------------------------------- | ------------------------------------------------------------------------------- | ------------------------------------------------------------------------------- | ------------------------------------------------------------------------------- | ------------------------------------------------------------------------------- | ------------------------------------------------------------------------------- | ------------------------------------------------------------------------------- |
| Nummer                                                                          | 32                                                                              | 32                                                                              | 33                                                                              | 21                                                                              | 29                                                                              | 35                                                                              | 48                                                                              | 35                                                                              | 43                                                                              | 57                                                                              | 58                                                                              | uit                                                                             |

Vlaamse Ultratop 50
| Superhero in de Ultratop 50 - binnen: 09-10-2004/Laatste Notering 27-11-2004 | Superhero in de Ultratop 50 - binnen: 09-10-2004/Laatste Notering 27-11-2004 | Superhero in de Ultratop 50 - binnen: 09-10-2004/Laatste Notering 27-11-2004 | Superhero in de Ultratop 50 - binnen: 09-10-2004/Laatste Notering 27-11-2004 | Superhero in de Ultratop 50 - binnen: 09-10-2004/Laatste Notering 27-11-2004 | Superhero in de Ultratop 50 - binnen: 09-10-2004/Laatste Notering 27-11-2004 | Superhero in de Ultratop 50 - binnen: 09-10-2004/Laatste Notering 27-11-2004 | Superhero in de Ultratop 50 - binnen: 09-10-2004/Laatste Notering 27-11-2004 | Superhero in de Ultratop 50 - binnen: 09-10-2004/Laatste Notering 27-11-2004 | Superhero in de Ultratop 50 - binnen: 09-10-2004/Laatste Notering 27-11-2004 |
| Week                                                                         | 1                                                                            | 2                                                                            | 3                                                                            | 4                                                                            | 5                                                                            | 6                                                                            | 7                                                                            | 8                                                                            |                                                                              |
| ---------------------------------------------------------------------------- | ---------------------------------------------------------------------------- | ---------------------------------------------------------------------------- | ---------------------------------------------------------------------------- | ---------------------------------------------------------------------------- | ---------------------------------------------------------------------------- | ---------------------------------------------------------------------------- | ---------------------------------------------------------------------------- | ---------------------------------------------------------------------------- | ---------------------------------------------------------------------------- |
| Nummer                                                                       | 23                                                                           | 16                                                                           | 22                                                                           | 28                                                                           | 27                                                                           | 26                                                                           | 30                                                                           | 44                                                                           | uit                                                                          |